# Nonkel Pater
Nonkel Pater was een documentairereeks over het leven van Vlaamse missionarissen in Belgisch-Congo.
De achtdelige reeks werd uitgezonden op de Vlaamse televisiezender Canvas in een productie van Woestijnvis. Zestien voormalige missionarissen vertelden hun belevenissen – vanaf hun roeping – in de missies, gezien in de tijdsgeest van kort na de Tweede Wereldoorlog. De gemiddelde leeftijd van de paters – met een lange staat van dienst – was 85 jaar.
De serie werd uitgezonden in het voorjaar van 2012 onder een regie van Luc Haekens en Stev Van Thielen. Enkel de getuigenissen waren te horen, de interviewer kwam niet aan bod. Hetzelfde principe werd eerder gehanteerd in de reeks Meneer Doktoor. De monologen - opgenomen in de respectievelijk rusthuizen - werden afgewisseld met beelden en foto's uit verschillende archieven.